# Papiro Oxirrinco 91
El Papiro Oxirrinco 91 también llamado P. Oxy. 91 es un documento sobre un recibo de salario de una ama de crianza. Fue escrito en griego, en forma de una hoja. Se descubrió en Oxirrinco, Egipto. El documento fue escrito el 13 de octubre del 187. En la actualidad se encuentra en la biblioteca del Royal Holloway, Inglaterra.

## Descripción
El documento fue enviado a Tanenteris, hija de Thonis. Fue escrito por Chosion, hijo de Serapión. Se trata de un recibo de 400 dracmas, pagado a través del banco, en el Serapeum. Las mediciones del fragmento son 205 por 87 mm.
Fue descubierto por Bernard Pyne Grenfell y Arthur Surridge Hunt en 1897, en Oxirrinco, Egipto. El texto fue publicado por Grenfell y Hunt en 1898. El fragmento fue examinado también por Campbell Cowan Edgar y Jane Rowlandson.